# Peto
Peto är en ort i Mexiko.   Den ligger i kommunen Peto och delstaten Yucatán, i den östra delen av landet, 1 100 km öster om huvudstaden Mexico City. Peto ligger 39 meter över havet och antalet invånare är 17 607.
Terrängen runt Peto är mycket platt. Runt Peto är det ganska glesbefolkat, med 23 invånare per kvadratkilometer. Peto är det största samhället i trakten. I omgivningarna runt Peto växer i huvudsak städsegrön lövskog.